# Centla
Centla är en kommun i Mexiko.   Den ligger i delstaten Tabasco, i den sydöstra delen av landet, 700 km öster om huvudstaden Mexico City. Antalet invånare är 102 110. Arean är 3 093 kvadratkilometer.
Terrängen i Centla är mycket platt.
Följande samhällen finns i Centla:
- Frontera
- Ignacio Allende
- Ignacio Zaragoza
- Caparroso
- Gobernador Cruz
- Chichicastle 1ra. Sección
- Álvaro Obregón
- La Sábana
- Álvaro Obregón 2da. Sección
- Constancia y Venecia
- Gregorio Méndez Magaña
- Lázaro Cárdenas
- La Unión
- Adolfo López Mateos
- Carlos Rovirosa 1ra. Sección
- Chilapa 1ra. Sección
- La Pimienta
- Carlos A. Madrazo
- Francisco Villa
- José María Morelos y Pavón
- Ribera Alta 1ra. Sección
- Ribera Alta 2da. Sección
- San José del Carmen
- Kilómetro 18
- Boca de Pantoja
- Chicozapote 2da. Sección
- García
- Emiliano Zapata
- Escobas
- Paso de Tabasquillo
- El Carmen 1ra. Sección
- El Guajuco
- Francisco Villa
- Revolución
- Leandro Rovirosa Wade 2da. Sección
- Veintisiete de Febrero
- Cañaveral
- Niños Héroes
- Las Porfías
- El Porvenir
- Los Ídolos Margen Izquierda
- Libertad de Allende
- El Bosque
- El Faisán
- Las Tijeras
- La Montaña
- Miguel Hidalgo
- El Pajaral
- El Triunfo
- José María Morelos y Pavón
- Carlos Rovirosa 2da. Sección
- Hablan los Hechos
- Tembladeras
- Luis Donaldo Colosio Murrieta
- Luis Echeverría Álvarez
- Las Palmas